# Carlos Revilla
Carlos Revilla González (Salamanca, 22 de enero de 1933 - Madrid, 27 de septiembre de 2000) fue un actor y director de doblaje español, especialmente conocido por doblar en España a Homer Simpson, en la serie de TV Los Simpson, entre 1990 y 2000.

## Biografía
Nacido en Salamanca en 1933, a los 20 años decidió dejar sus estudios de medicina para dedicarse a su gran pasión: la interpretación. Fue colaborador en Radio Salamanca, donde protagonizó con su cuadro artístico guiones, novelas y obras de teatro. Creó ‘Ventana’, un programa radiofónico universitario de temática poético-teatral y adaptó varias obras de teatro para la radio. Formó parte del TEU (Teatro Español Universitario) y en 1953 entró en el cuadro de actores de la Cadena SER. En 1961 comenzó a trabajar para los estudios EXA. Desde entonces su vida estaría para siempre unida a una sala de doblaje. Cuando se fundó Tecnisón, en 1975, fue contratado como director artístico, donde permaneció hasta 1989. Ese año inició su andadura en
Abaira, donde compaginó su faceta de actor con la de director artístico.
Desde los años 50 y hasta su fallecimiento en septiembre del año 2000, realizó numerosos doblajes en español, tanto de cine como para la televisión. En su larga trayectoria cedió su voz a actores como Cary Grant, James Stewart, Michael Caine, Bill Cosby, Jack Lemmon, Humphrey Bogart, Robert Duvall, Rock Hudson, Charles Chaplin, Groucho Marx, Robert Mitchum y Peter O'Toole.
Una de sus especialidades fue la animación, campo que le permitía lucir al máximo la gran variedad de registros que poseía. Dirigió los doblajes de series de animación en televisión tales como: Sonic el erizo (sus dos series), Futurama (2 primeras Temporadas), Dinosaurios, Gargoyles: Héroes Mitológicos, Patoaventuras, South Park (3 primeras Temporadas) o Los Simpson (11 primeras Temporadas), participando también en todas ellas como actor de doblaje. Fue esta última la que inmortalizaría su versátil voz al doblar a Homer Simpson, uno de los personajes principales, otorgándole una inusitada y reconocida fama. Tras la 11.ª temporada, y a causa de su muerte, fue sustituido por su compañero Carlos Ysbert, quien participaba habitualmente en el doblaje de la serie. Uno de los principales motivos del éxito de Los Simpson en España fue la labor de traducción y especialmente de adaptación realizada por Carlos Revilla, con un estilo diferente al doblaje original. Fue premiado en agosto de 2000 por la propia 20th Century Fox, que reconoció el doblaje español de Los Simpson como "el mejor que tiene la serie en toda Europa".
Otros doblajes por los que es recordado son: La hora de Bill Cosby, donde dobló al propio Bill Cosby, El coche fantástico, serie en la que puso voz a KITT, el coche protagonista y Expediente X, interpretando a numerosos personajes de la ficción. Como director de doblaje destacan también sus trabajos en animación, como en Las aventuras de Sonic el Erizo y Sonic, El Erizo, en ambas dando vida al siniestro y carismático archienemigo de Sonic, El Doctor Robotnik; South Park, poniéndole voz a numerosos personajes secundarios de la serie tales como el Dr. Alphonse Mephesto, el indio Jefe Flecha Gorda y otros; y series reales tales como Frasier (haciendo además la voz en off) y Twin Peaks. Dirigió también el doblaje de Fraggle Rock, serie de televisión con marionetas de índole infantil, donde doblaba al Tío Matt.
En la serie Los mundos de Yupi, dio voz de Tágoras el científico.
Carlos Revilla también fue el actor de doblaje de Juan Olvido, personaje de Barrio Sésamo.
Carlos Revilla también prestó voz a Filemón en el videojuego de Mortadelo y Filemón "Una Aventura de Cine", aventura gráfica formada por los juegos "Dos Vaqueros Chapuceros" y "Terror, Espanto y Pavor", con un registro casi idéntico al de Homer Simpson.